# Hjältar och monster på himlavalvet
Hjältar och monster på himlavalvet är en bok utgiven av Sveriges Radio år 1981, författad av Maj Samzelius och illustrerad av Elisabeth Nyman.